# Wolfgang von Bostell
Wolfgang Hans Heiner Paul von Bostell (25 de fevereiro de  1917 – 10 de maio de 1991) foi um oficial alemão que serviu durante a Segunda Guerra Mundial. Foi condecorado com a Cruz de Cavaleiro da Cruz de Ferro.

## Sumário da carreira

### Condecorações
- Cruz de Ferro (1939)
  - 2ª classe (11 de junho de 1940)
  - 1ª classe (4 de julho de 1941)
- Distintivo de Ferido (1939)
  - em Preto (11 de junho de 1940)
  - em Prata (23 de abril de 1942)
  - em Ouro (9 de agosto de 1944)
- Distintivo de Assalto Geral (9 de agosto de 1944)
- Distintivo Panzer
  - em Prata (5 de abril de 1945)
- Medalha Oriental (29 de julho de 1942)
- Escudo de Demyansk (30 de junho de 1944)
- Cruz de Cavaleiro da Cruz de Ferro (2 de setembro de 1944) como Leutnant e líder de pelotão na Panzerjäger-Sturmgeschütz 1023
  - (859ª) Folhas de Carvalho (30 de abril de 1945) como Oberleutnant e líder de pelotão na Panzerjäger-Abteilung 205

### Promoções
- 1 de novembro de 1940 – Feldwebel
- 1 de março de 1944 – Leutnant (segundo-tenente)
- 1 de janeiro de 1945 – Oberleutnant (primeiro-tenente)